# Axel W. Persson

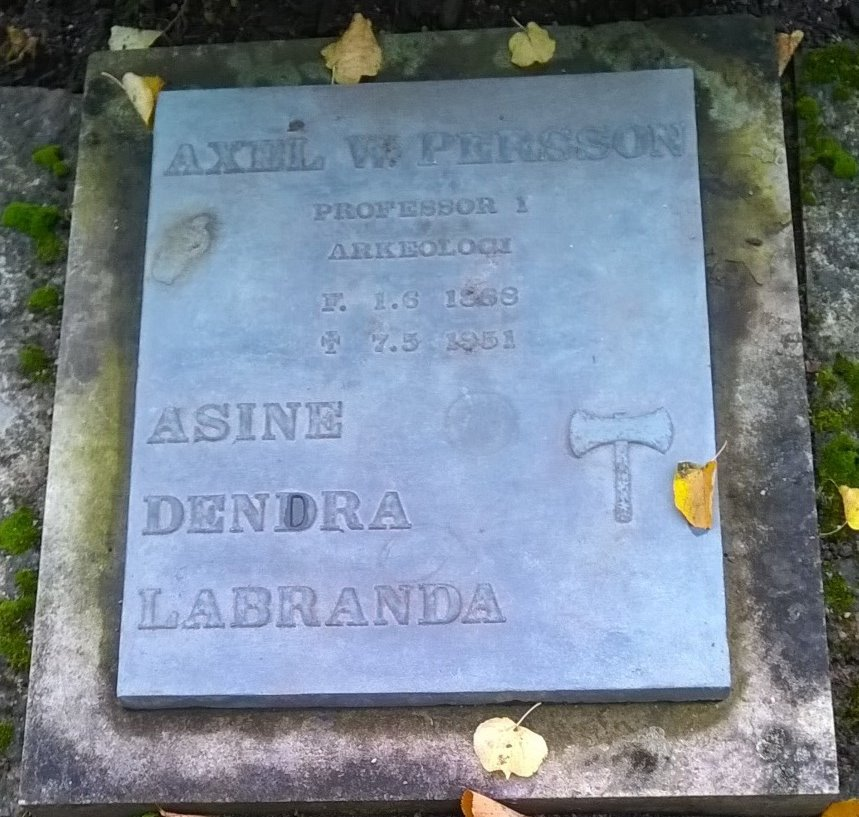
Axel W. Perssons gravsten på Uppsala gamla kyrkogård med de berömda utgrävningsplatserna ingraverade.

Axel Waldemar Persson, född 1 juni 1888 i Kvidinge, Kristianstads län, död 7 maj 1951 i Uppsala, var en svensk klassisk arkeolog.

## Biografi
Persson blev 1915 docent i Lund och professor i klassisk fornkunskap och antikens historia vid Uppsala universitet från 1924. Han utbildade sig till grekisk filolog och debuterade med textkritiska undersökningar som Zur Textgeschichte Xenophons (1915). Under inflytande av Martin P:son Nilsson fördes han dock över till kulturforsking med verk som Die Exegeten und Delphi (1918) och senantikens ekonomiska historia Staat und Manufaktur im Römischen Reiche (1923). Sin mest betydande insats gjorde Persson som klassisk arkeolog på de mykenska fyndplatserna Asine (1922-26) och Dendrá (1926-27, återupptagen 1934). Särskilt uppseende väckte fyndet av en orörd kupolgrav i Dendrá med rika, konstnärligt framstående guldfynd (1926). Stor vetenskaplig betydelse fick de metodiska undersökningarna av de olika kulturelementens ordningsföljd och tävlan i ett sekundärt kulturcentrum under den dunkla övergångstiden mellan mykensk och geometrisk tid.
Axel W. Perssons son Viktor Persson, allmänt kallad Bok-Viktor, var antikvariatsbokhandlare i Uppsala.